# 마이크 패닝
마이클 라번 패닝(Michael LaVern Fanning, 1953년 2월 2일 ~ 2022년 10월 30일)은 미국의 미식축구 선수이다. 그는 미국 미시간주 마운트 클레멘스 출생 노트르담 대학교에서 대학 미식축구를 했고 내셔널 풋볼 리그에서 10시즌 동안 수비 태클을 했다. 그는 로스앤젤레스 램스를 위한 슈퍼볼 XIV에서 시작했다.

## 대학
노트르담에서 패닝은 164개의 태클을 기록했다. 그는 1973년과 1974년에 수비 태클의 선발투수였으며, 1974년 월터 캠프 재단, 스포팅 뉴스, 신문기업협회 및 타임즈의 올아메리카 선택이었고 AP통신사의 두 번째 팀 올아메리카의 선택이었다. 노틀담에서 보낸 몇 년 동안 그는 다니엘 "루디" 루티거( Daniel "Rudy" Ruettiger )와 연습장을 공유했으며, 그의 무용담은 할리우드 영화 " 루디 (Rudy)"로 만들어졌다.
노트르담은 1973년 전체 방어에서 전국 2위를 차지했으며 아일랜드는 11승 0패의 기록으로 내셔널 챔피언십을 차지했다. 1974년에는 수비진이 경기당 195.2야드만을 허용하며 전국 1위에 올랐고 AP 최종 투표에서는 전국 6위에 올랐다.

## NFL
패닝은 로스앤젤레스 램스에 의해 1975년 NFL 드래프트 의 1라운드(9순위)로 드래프트되었다. 그는 1975년에 14번째 시즌에 접어든 멀린 올슨의 후계자로 선전되었고 1976년의 올슨의 현역에서 4개의 스틸을 기록했다.
패닝은 1979년 코디 존스에게 부상을 입은 후 왼쪽 태클의 선발로 자리를 잡았다. 패닝은 1979년에 8개, 1980년에 10개 색을 하였다. 그는 스트라이크가 5개로 단축된 1982년 시즌에 램스의 색을 이끌었다.
1983년 시즌 이전에 패닝은 디트로이트 라이온스로 트레이드되었다. 그는 라이온스에서 한 시즌을 뛰었고 1984년 시애틀 시호크스와 FA로 계약했다. 그는 시호크의 패스 러시 전문가로서 1984년에 7개의 색을 가지고 있었다.
2000년 1월 18일 아카펠라 그룹인 다빈치의 공책은 "마이크 패닝의 인생과 시간"이라는 스튜디오 앨범을 발표했다.